# Chlorochaeta viridifimbria
Chlorochaeta viridifimbria là một loài bướm đêm trong họ Geometridae.